# Estació de Xàtiva (ferrocarril)
L'estació de tren de Xàtiva d'Adif està situada al nord-oest del nucli urbà de la capital de la comarca de la Costera. Aquesta disposa de serveis de la línia C-2 de Rodalies València, a més de la L1, L3, L4 de Regionals i serveis de llarga distància, tots de Renfe.
Els orígens del ferrocarril de València a Xàtiva es remunten al 1845, any en què la locomotora de vapor encara no havia arribat a l’Estat.

## Història
El 12 de juliol de 1845, es dona la concessió d'un ferrocarril de València a Madrid per Albacete, Almansa, Xàtiva i Alzira al britànic Wole, vingut a promoure la idea del ferrocarril a Espanya amb alguns dels seus compatriotes. Poc després, creen la Societat del Ferrocarril de Madrid a València, amb un capital de 240 milions de rals, però poc després d'haver realitzat alguns treballs, es convoca una assemblea general dels accionistes en 1847 per a la dissolució de la companyia. Els pocs treballs realitzats i els drets de concessió se cedeixen a l'espanyol Próspero Volney, però el nou conveni ja no es refereix més que al tram de Grau de València a Xàtiva (que portava en aquest moment el nom de Sant Felip de Xàtiva). A principis de 1851, Volney cedeix els seus drets a l'empresari valencià Josep Campo i Pérez. És ell qui construirà la Societat de Ferrocarrils del Grau de València a Xàtiva i establirà una verdadera xarxa. Abans de finals d'any, funda la Companyia del Ferrocarril de Xàtiva al Grau de València. La primera secció de València al Grau s'obri en 1852, l'1 de juliol de 1854 va arribar fins Manuel i el 20 de desembre de 1854 el ferrocarril arriba a Xàtiva amb dos trens en ambdós sentits, motiu de grans celebracions. José Campo no aconseguí la concessió de la connexió a Madrid, ja que s'afavorí l'opció d'Alacant, però si la concessió del tram Almansa-Xàtiva per decret del 26 d'agost de 1852. L'estació consta d'un edifici arran de terra que dona accés a les vies.

## Serveis Ferroviaris
| Procedència/Destinació     | <                | Línia | >                     | Procedència/Destinació              |
| -------------------------- | ---------------- | ----- | --------------------- | ----------------------------------- |
| València-Nord              | Manuel - l'Ènova | C-2   | l'Alcúdia de Crespins | Moixent                             |
| Mitjana Distància de Renfe |                  |       |                       |                                     |
| València-Nord              | València-Nord    | L-1   | Villena               | Alacant Terminal Múrcia / Cartagena |
| València-Nord              | València-Nord    | L-3   | L'Enzina              | Albacete Ciudad Real                |
| València-Nord              | València-Nord    | L-4   | El Genovés            | Alcoi                               |

Llarga Distància de Renfe
| Tipus de Tren       | <<                    | >>                                        | Principals parades intermèdies | Observacions                                                                          |
| ------------------- | --------------------- | ----------------------------------------- | --- | ------------------------------------------------------------------------------------- |
| Alaris              | València-Nord         | Alcazar de San Juan                       | Albacete | 1 tren diari per a cada capçalera                                                     |
| Alvia               | València-Nord         | Madrid-Puerta de Atocha                   | Albacete | 1 tren diari per a cada capçalera                                                     |
| Alaris García Lorca | Barcelona-Sants       | Málaga-María Zambrano Sevilla-Santa Justa | Tarragona · Salou · L'Aldea-Amposta · Vinaròs · Castelló de la Plana · València-Nord · Albacete · Alcázar de San Juan · Linares-Baeza · Còrdova Central · Puente Genil · Bobadilla                                                                       | Circulen junts fins a Còrdova Central. Enllaç amb trens a Badajoz, Granada i Almeria. |
| Talgo Mare Nostrum  | Montpeller-Saint-Roch | Cartagena                                 | Besiers · Narbona · Perpinyà · Cervera de la Marenda · Portbou · Figueres · Girona · Barcelona-Sants · Tarragona · Salou · Cambrils · L'Aldea-Amposta · Vinaròs · Castelló de la Plana · València-Nord · Alacant-Terminal · Elx-Parc · Múrcia del Carmen | Canvi d'ample a Portbou                                                               |
| Talgo               | Barcelona-Sants       | Lorca-Sutullena                           | Tarragona · Salou · L'Aldea-Amposta · Vinaròs · Castelló de la Plana · València-Nord · Alacant-Terminal · Elx-Parc · Múrcia del Carmen | 1 tren diari                                                                          |
| Talgo               | Barcelona-Sants       | Múrcia del Carmen                         | Tarragona · Salou · Cambrils · L'Aldea-Amposta · Vinaròs · Castelló de la Plana · València-Nord · Alacant-Terminal · Elx-Parc | 1 tren diari                                                                          |